# (1086) Nata
(1086) Nata es un asteroide perteneciente al cinturón de asteroides, región del sistema solar que se encuentra entre las órbitas de Marte y Júpiter, más concretamente a la familia de Veritas, descubierto el 25 de agosto de 1927 por Serguéi Ivánovich Beliavski y Nikolái Ivánov desde el observatorio de Simeiz en Crimea. Está nombrado en honor de la paracaidista soviética Nadezhda «Nata» Vasílievna Babushkina (1915-1936).